# Tino Licht
Tino Licht (* 11. Juni 1969 in Schlema) ist ein deutscher Mittellateinischer Philologe.

## Leben
Tino Licht studierte Lateinische Philologie des Mittelalters und der Neuzeit, Geschichte und Germanistik an der Universität Heidelberg. Nach dem Magisterabschluss 2000 war er von 2001 bis 2008 wissenschaftlicher Assistent am Seminar für Lateinische Philologie des Mittelalters und der Neuzeit in Heidelberg. Nach der Promotion 2004 bei Walter Berschin mit Untersuchungen zum biographischen Werk Sigeberts von Gembloux wurde er 2008 Studiendozent für Abendländische Literatur- und Kulturgeschichte am Germanistischen Seminar. Seit dem Wintersemester 2008/2009 leitet er die Abteilung Lateinische Philologie des Mittelalters und der Neuzeit am Historischen Seminar der Universität Heidelberg.
Vom Wintersemester 2006/2007 bis zum Sommersemester 2015 hatte er einen Lehrauftrag für Paläographie und Mittellatein beim Programm Scholarly Codicological Research, Information & Palaeographical Tools (SCRIPTO) der Universität Erlangen. Im Sommer 2012 lehrte er Paläographie beim Alfried-Krupp-Sommerkurs für Handschriftenkultur an der Universitätsbibliothek Leipzig. Die Habilitation erreichte er 2013 an der Universität Heidelberg mit der Venia legendi für die Fächer Historische Grundwissenschaften und Mittellatein, 2019 erfolgte die Ernennung zum apl. Prof. Weitere Lehraufträge führten ihn nach Paris und Marburg.

## Schriften (Auswahl)
- Untersuchungen zum biographischen Werk Sigeberts von Gembloux. Mattes, Heidelberg 2005, ISBN 3-930978-76-8 (zugleich Dissertation, Heidelberg 2004).
- Sigebert von Gembloux. Acta Sanctae Luciae (= Editiones Heidelbergenses. Band 34). Winter, Heidelberg 2008, ISBN 978-3-8253-5368-1.
- mit Julia Becker: Karolingische Schriftkultur. Aus der Blütezeit des Lorscher Skriptoriums. Schnell & Steiner, Regensburg 2016, ISBN 978-3-7954-2844-0.
- Halbunziale. Paläographische und philologische Studien zur ältesten lateinischen Minuskel (= Quellen und Untersuchungen zur lateinischen Philologie des Mittelalters. Band 20). Hiersemann, Stuttgart 2018, ISBN 978-3-7772-1806-9.
- Walahfrid Strabo: De imagine Tetrici. Das Standbild des rußigen Dietrich (= Reichenauer Texte und Bilder. Band 16). Mattes, Heidelberg 2020, ISBN 978-3-86809-164-9.